# Duolingo
A Duolingo ingyenes, nyelvtanulásra szolgáló weboldal és mobilalkalmazás, amely mintegy nyolcvan különböző nyelvkombinációhoz kínál ingyenes tanfolyamot, s ezek mellett a közreműködők folyamatosan dolgoznak továbbiakon. (Ez utóbbiak készítését – a honlap kabalaállatára, a bagolyra és annak tojásaira utalva – „keltetésnek” nevezik.)
E tanfolyamok – az angol nyelv közvetítő jellegére tekintettel – alapvetően három csoportba sorolhatók:
- kb. harmaduk az angolt segít elsajátítani más anyanyelvűeknek,
- megközelítőleg másik harmaduk az angolul beszélőknek tanít más nyelveket,
- a maradékot pedig számtalan egyéb kombináció teszi ki, amelyek az angol közvetítése nélkül oktatnak az angoltól eltérő nyelveket.[1]

Működött a programban egy Immersion (magyarul Megmártózás) nevű, crowdsourcing-elvű szövegfordítási felület is. Ezt úgy alkották meg, hogy amint haladnak a leckékkel a felhasználók, egyben honlapok és más anyagok fordításában is segédkezhettek. Ezt a szolgáltatást azonban 2017. január elején – karbantartási/fejlesztési kapacitás hiányára hivatkozva – beszüntették.
A Duolingo belső körű béta-kiadása 2011. november 30-án jelent meg, és több mint 300 ezres várólistát gyűjtött. A széles nyilvánosság számára 2012. június 19-én indult el, és 2013 szeptemberében már 10 millió felhasználóval rendelkezett.
A magyar nyelvűeknek szóló angoltanfolyam 2014. január 30-án jelent meg béta-verzióban (a felhasználóinak száma egy hét alatt, február 6-ára elérte a 100 000-et), majd 2014. december 10-én lépett a késznek és kiadhatónak ítélt fázisba. Felhasználóinak száma 2014 végére elérte az egymilliót, 2015 májusában a másfél milliót, ugyanazon év októberében  pedig a kétmilliót. Az ötmilliós felhasználói bázist az angoltanfolyam 2018. január 4-én érte el.
Az angolul beszélőknek szóló magyartanfolyam 2016. június 30-án lett elérhető;  miután előzőleg több tízezren iratkoztak fel rá. Ez a tanfolyam béta-állapotú, azaz nem tekinthető elkészültnek, hanem még tesztelés és fejlesztés alatt áll.
A magyar nyelvűeknek szóló némettanfolyam 2021. március 17. óta érhető el.
A magyar nyelvűeknek szóló francia- spanyol és olasz tanfolyam 2025 elejétől érhető el.
A magyar nyelvűeknek szóló kínai tanfolyam 2025 márciusától érhető el.
A magyar nyelvűeknek szóló japán és koreai tanfolyam 2025 áprilisától érhető el.
A magyar nyelvűeknek szóló portugál tanfolyam 2025 májustól érhető el.

## Oktatási modellje
A Duolingo írásbeli feladatok széles körét kínálja, illetve a hallás utáni szövegértés – valamint kisebb mértékben a beszéd – gyakorlását is lehetővé teszi. A megszerzett készségeket játékos formában, fa alakjában jeleníti meg, amelyen végig lehet haladni, egy szókincsre vonatkozó funkcióval pedig a nemrég tanult szavakat lehet gyakorolni.

A felhasználók „készségpontokat” kapnak a nyelvtanulás során, például egy lecke elvégzésekor. Egy adott készséget akkor tekint a program elsajátítottnak, ha a felhasználó a hozzá tartozó összes leckét elvégezte (ezek száma általában egy és nyolc közé esik). Egy lecke 20 kérdésből áll. Ennek hibátlan teljesítéséért 14 pont jár, ahol a hibák egy-egy pont levonásával járnak. Az első leckékben négy, a továbbiakban három „élet” áll rendelkezésre, amelyek száma szintén csökken a hibákkal. Ha a felhasználó az életek kifogyása után hibát követ el, újra kell kezdenie a leckét. A teljes kurzus által nyújtott szókincs több mint 2000 szavas, ill. más, szigorúbb számítás szerint kb. 1600 szavas.
A program az oktatás folyamán nagy mértékben épít adatokra: mindvégig számon tartja, hogy mely kérdések okoznak nagyobb fejtörést a felhasználóknak, és milyen jellegű hibákat követnek el. Ezután összegzi ezeket az adatokat, és tanul a megfigyelt mintázatokból.
Az adatelvű megközelítés hatékonyságát egy külső tanulmány mérte fel a cég megbízásából. A New York-i Városi Egyetem és a Dél-karolinai Egyetem tanárai által végzett vizsgálat becslése szerint a Duolingo 34 órányi használatával egy első éves szemeszter több mint 130 órás kurzusának megfelelő írás-olvasási szint érhető el. A kutatás a beszédkészségre nem tért ki. Azt is megállapították, hogy sok diák kevesebb mint 2 óra elteltével felhagyott a tanulással. Ugyanezen tanulmány szerzői arra jutottak, hogy a Rosetta Stone felhasználói 55-60 órányi tanulással tudtak hasonló eredményt elérni. Más ingyenes vagy olcsó tanfolyamokkal ugyanakkor nem vetették össze a hatásfokát, így a BBC-ével, a Book2-vel vagy a Before You Know It-tal.
Ahelyett, hogy lassanként további nyelvekre fejlesztenék ki a programot, Luis von Ahn vezérigazgató szerint olyan eszközöket terveznek létrehozni, amelyekkel a közösség építheti ki ezeket, bízva benne, hogy ily módon több nyelvet vezethetnek be, „lehetővé téve más szakértőknek és az egyes nyelvek rajongóinak is az új területek meghódítását”. Az ún. Nyelvi Inkubátor kiadását 2013. október 9-ére jelentették be.

## Története
A projektet Pittsburghben indította a Carnegie Mellon Egyetem egy tanára, Luis von Ahn (a reCAPTCHA megalkotója) és posztgraduális hallgatója, Severin Hacker, majd Antonio Navas, Vicki Cheung, Marcel Uekermann, Brendan Meeder, Hector Villafuerte és Jose Fuentes közreműködésével fejlesztették tovább. A kezdeményezést eredetileg Luis von Ahn MacArthur-ösztöndíja és az amerikai Országos Tudományos Alap ösztöndíja szponzorálta, és javarészt Python programozási nyelven íródott. Később a Union Square Ventures, illetve Ashton Kutcher színész A-Grade Investments nevű cégének befektetése nyomán kaptak további támogatást.
2013 májusában 27 alkalmazottjuk volt, és Pittsburgh Shadyside nevű városrészében, a Carnegie Mellon Egyetem közelében, egy irodában üzemeltek.
A cég 2012. november 13-án adta ki iOS-alkalmazását az iTunes App Store-ban. Az alkalmazás ingyenesen letölthető, és a legtöbb iPhone, iPod és iPad eszközzel kompatibilis. Android-alkalmazásuk 2013. május 29-én jelent meg, amit az első három hét folyamán több mint egymilliószor töltöttek le, és hamarosan az első helyre került a Google Play store oktatási alkalmazásai között. 2014. január 30. óta a mobilos változat is elérhető magyar nyelven.

## Fordítás
- Ez a szócikk részben vagy egészben a Duolingo című angol Wikipédia-szócikk ezen változatának fordításán alapul.  Az eredeti cikk szerkesztőit annak laptörténete sorolja fel. Ez a jelzés csupán a megfogalmazás eredetét és a szerzői jogokat jelzi, nem szolgál a cikkben szereplő információk forrásmegjelöléseként.